# 9. orožniški polk (Avstrijsko cesarstvo)
9. orožniški polk je bil polk avstrijskega orožništva.

## Zgodovina
Polk je bil ustanovljen 18. januarja 1850, pri čemer je bil zadolžen za področje današnje Vojvodine.
V sklopu reorganizacije, ki jo je 11. julija ukazal notranji minister in 8. avgusta 1860 nato še generalni inšpektor orožništva, je bil polk zadolžen za področje Transilvanija, Vojvodine in Banata, pri čemer je bil polkovni štab garniziran v Talmaciulu.
Polk je bil razpuščen v reorganizaciji leta 1866, ko so razpustili vse polke in ustanovili deželna orožniška poveljstva.